# Брадарич, Домагой
Домагой Брадарич (хорв. Domagoj Bradarić; родился 10 декабря 1999 года, Сплит, Хорватия) — хорватский футболист, полузащитник клуба «Салернитана» и сборной Хорватии, выступающий на правах аренды за «Эллас Верона»

## Клубная карьера
Брадарич — воспитанник клуба «Хайдук» из своего родного города. 15 сентября 2018 года в матче против «Рудеша» он дебютировал в чемпионате Хорватии. Летом 2019 года Брадарич перешёл во французский «Лилль», подписав контракт на 5 лет. Сумма трансфера составила 6,5 млн. евро.

## Международная карьера
В 2019 году в составе молодёжной сборной Хорватии Брадарич принял участие в молодёжном чемпионате Европы в Италии. На турнире он сыграл в матчах против команд Англии и Румынии.

## Достижения
«Лилль»
- Чемпион Франции: 2020/21
- Обладатель Суперкубка Франции: 2021